# Бродянский, Вячеслав Маркович
Бродянский Вячеслав Маркович (род. 21 февраля 1955 года в Ташкенте, Узбекская ССР) — режиссёр. Имеет два высших образования. Первый ВУЗ — Московский институт стали и сплавов. Второй ВУЗ — Ташкентский театрально-художественный институт, специальность «Режиссура театра и кино». Заслуженный работник культуры Узбекистана. Поставил более 100 спектаклей и был вторым режиссёром в 10 художественных фильмах в России, Киргизии, Узбекистане. Пишет сценарии на различные темы.
Работать в Самаркандском русском драматическом театре начал в 1984 году, а с 1988 по 2010 годы, занимал пост главного режиссёра. Бродянский В. М. хотел стать режиссёром кино, более того, за творческую жизнь ему довелось снять несколько фильмов, но больше проявил он себя как театральный режиссёр. Вячеславом Марковичем поставлено более 100 спектаклей, разных по жанру — это драмы, комедии, трагедии, водевили, сказки. Также он написал 13 пьес для театра. Но это — факты более поздней биографии. Как часто пишут в биографиях знаменитых людей, молодой режиссёр с головой ушёл в работу. Ставя у себя в театре по 4 спектакля в год, Вячеслав Маркович успевал ездить с постановками по театрам Киргизии, ставил по 2 спектакля в год в двух русских академических театрах в Ташкенте. То есть в год у него выходило 7-8 спектаклей.
Обрушившаяся на страну перестройка перевернула многие сферы жизни, в том числе и в области культуры. Катаклизмов не удалось избежать многим театрам, и Самаркандский оказался в их числе: в 1990—1991 гг. из него ушли почти 30 актёров. Сам Вячеслав Бродянский тоже подался в бизнес, даже какое-то время был директором Самаркандского лифтостроительного завода. Потом — переезд в Израиль, где Бродянский В. М. увидел, что жизнь в этой стране не позволяет ему раскрыться в творческом плане. Это печальный для любого художника факт — происходит профессиональная деформация. Просто зарабатывать деньги и заниматься любимым делом — это совершенно несопоставимые вещи. Обстоятельства сложились так, что в 2010 году Вячеслав Маркович приехал в Карачаево-Черкесию и начал сотрудничать с республиканскими театрами. За период с 2010 по настоящее время, он поставил 13 спектаклей, из них 8 сказок. Так, в Русском театре драмы и комедии им поставлены комедии «Он, она, окно, покойник», «Примадонна» и «Голубцы по объявлению» и драма «С тобой и без тебя». Живя между Россией и Израилем, Бродянский мечтает создать в Карачаево-Черкесии малую сцену и ставить антрепризы. Это новый для нашей республики театральный формат, который предполагает не только показ спектакля, но и непосредственное общение актёра и зрителя. К тому же такая форма сценических представлений может вывести театральные показы на более высокий уровень плюс сохранит и укрепит культурный плюрализм. Он надеется, что у спектаклей малых сцен большое будущее. Потому что они не только доставляют удовольствие в краткосрочной перспективе, но и заставляют встрепенуться театральных обозревателей и критиков. Отдавший театру практически всю жизнь, Вячеслав Бродянский как никто прекрасно понимает, что этот зрелищный вид искусства сейчас переживает достаточно тяжёлые времена. Тем не менее в мечтах и планах режиссёра — ставить как можно больше хороших спектаклей, например, поставить классическую пьесу в русском театре, повезти её на фестиваль, сделать антрепризу.
В мае 2021 года, арт-директор Воронежского театра кукол «Шут» Светлана Дремачева, пригласила Бродянского В. М. перенести нестареющую детскую классику на сцену и поставить спектакль «Денискины рассказы». С воронежскими артистами Вячеслав ранее не работал. Более того — с кукольными постановками никогда не имел ничего общего. Так что «Денискины рассказы» стали для него двойным дебютом. Не представляете, с каким трудом я отыскала его в Израиле! Он сразу согласился, для него работа со мной такой «привет из юности». Как любому творческому человеку, ему было интересно попробовать сделать кукольный спектакль, ведь он никогда не работал в театре кукол, — рассказала Светлана Дремачева. Режиссёру понадобилось всего два дня, чтобы «связать» разрозненные рассказы о проделках двух друзей в единый сюжет. Он придумал отправить повзрослевших Дениску и Мишку в космос, где они, бороздя Галактику, вспоминают о своих детских проказах и мечтах летать на ракете. Так появился жанр постановки — «космическое путешествие по рассказам писателя Виктора Драгунского». Потом несколько месяцев Бродянский работал через WhatsApp с художником-постановщиком Еленой Белых и композитором Александром Балаяном. Вновь из Израиля в Воронеж он прилетел только в ноябре, когда начались репетиции. Светлана Дремачева рассказала, — что в 1990-х годах она работала в Узбекистане директором Ташкентского драмтеатра, а Вячеслав Маркович в то время был лучшим студентом великого кинорежиссёра Шухрата Аббасова. После моего переезда в Воронеж в 1997 году наши пути с ним на долгие годы разошлись. Вспомнила я о нём, когда зародилась идея «Денискиных рассказов» — нужен был режиссёр, умеющий ставить веселые спектакли. А Слава как раз прекрасный комедиограф. Спектакль получился о дружбе и мечтах, о приключениях и детских спорах, в которых рождается истина. Он учит верить в мечту и направлять все свои усилия на исполнение мечты, быть добрым, честным, внимательным. 
Сценография

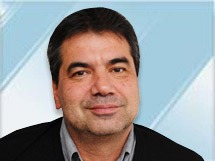
Бродянский Вячеслав Маркович

- «Ромео и Джульетта» Уильяма Шекспира[1][2][3][4][5][6][7]
- «Вишневый сад» А. П. Чехова
- «Стакан воды» Э. Скриба
- «Романтики» Э.Ростана
- «Цилиндр» Э. де Филиппо
- «Провинциальные анекдоты» А.Вампилова
- «Пигмалион» Б.Шоу
- «Водевили А.Чехова» А. П. Чехова
- «Номер 13» Р.Куни
- «Американская мечта» Э.Олби
- «Свои люди — сочтемся» А.Островского
- «Милые мои матушки» А.Кахара
- «С тобой и без тебя» А.Менчелла